# Dona Xepa (1977)
Dona Xepa é uma telenovela brasileira produzida e exibida pela TV Globo de 24 de maio a 24 de outubro de 1977, em 132 capítulos. Substituiu À Sombra dos Laranjais e foi substituída por Sinhazinha Flô, sendo a 12.ª "novela das seis" produzida pela emissora.
A trama é livremente baseada na peça teatral homônima escrita em 1952 por Pedro Bloch, sendo adaptada por Gilberto Braga com direção de Herval Rossano.
Contou com Yara Cortes, Reinaldo Gonzaga, Nívea Maria, Edwin Luisi, Rubens de Falco, Cláudio Cavalcanti e Ana Lúcia Torre nos papéis principais.

## Sinopse
O folhetim, inspirado na peça teatral homônima de Pedro Bloch, narra o cotidiano da feirante Dona Xepa (Yara Cortes), que cria sozinha os filhos Rosália (Nívea Maria) e Edson (Reynaldo Gonzaga). Apesar das dificuldades financeiras, Xepa faz de tudo para educar os filhos da melhor maneira possível. Os dois ascendem socialmente e passam a ter vergonha da mãe. Rosália tem como objetivo de vida se casar com um homem rico e bem-sucedido e rejeita a paixão que sente por seu vizinho Daniel (Edwin Luisi). Já Edson, que valorizou os sacrifícios de sua mãe, quer ser escritor, mas encontra dificuldades para entrar no mercado de trabalho. Ela se casa com Heitor (Rubens de Falco), cuja madrasta, a socialite falida Glorita (Ana Lúcia Torre), humilha Xepa sempre que pode.
Outros personagens de destaque na história são Corina (Zeny Pereira), grande amiga de Xepa, e Otávio (Cláudio Cavalcanti), filho do proprietário de uma importante cadeia de revistas do país.

## Elenco
| Interprete         | Personagem                          |
| ------------------ | ----------------------------------- |
| Yara Cortes        | Carlota Soares da Costa (Dona Xepa) |
| Nívea Maria        | Rosália Soares da Costa             |
| Rubens de Falco    | Heitor Camargo                      |
| Ana Lúcia Torre    | Glória Pires Camargo (Glorita)      |
| Cláudio Cavalcanti | Otávio Becker                       |
| Edwin Luisi        | Daniel                              |
| Fátima Freire      | Heloísa Becker                      |
| Ângela Leal        | Regina                              |
| Reynaldo Gonzaga   | Edson Soares da Costa               |
| Zeny Pereira       | Corina                              |
| Joyce de Oliveira  | Clara                               |
| Antônio Patiño     | Raul Pires Camargo                  |
| Castro Gonzaga     | Joel Soares da Costa                |
| Ida Gomes          | Isabel Becker                       |
| Ênio Santos        | Henrique Becker                     |
| Francisco Dantas   | Alamiro                             |
| Ísis Koschdoski    | Helena                              |
| Patrícia Bueno     | Adalgisa Pires Camargo (Gisa)       |
| João Paulo Adour   | Ivan                                |
| Agnes Fontoura     | Arlete                              |
| Renato Pedrosa     | Raimundo                            |
| Marina Miranda     | Cleonice                            |
| Dionísio Azevedo   | Agenor                              |
| Clementino Kelé    | Uóston                              |
| Neuza Borges       | Rosemere                            |
| Fregolente         | Seu Saraiva                         |
| Marlene Figueiró   | Joyce                               |
| Nardel Ramos       | Ronaldo                             |

### Elenco de apoio
- Beyla Genauer - Julinha[1]
- David Pinheiro - Ator que contracena com Regina
- Márcio de Lucca - Eduardo
- Nair Prestes - Camila
- Vanda Costa - Creuza

## Produção
Os momentos no final das feiras, em que os produtos já são escassos e os de má qualidade ficam sobrando, ficando mais baratos por conta disso, são chamados de xepa; por sempre distribuir os produtos mais baratos que sobraram para quem precisa em vez de desperdiçá-los jogando fora, Carlota tinha o apelido de "Dona Xepa".
As cenas externas de Dona Xepa foram gravadas no antigo Mercado de São Cristóvão, na Estrada Velha da Tijuca e no Jardim Botânico, no Rio de Janeiro. Os planos gerais de movimentação da feira foram feitos na Praça General Osório, em Ipanema, Rio de Janeiro. Para dar maior realismo aos personagens e suas histórias, a Globo realizou uma pesquisa minuciosa sobre o dia a dia dos feirantes e as tradições que cercam as feiras livres.
Dona Xepa quebrou um paradigma de novelas de época e foi a primeira novela contemporânea baseada numa peça teatral a ser exibida no horário das 18:00, desde a criação da faixa em 1975.
Dona Xepa obteve excelentes avaliações no Rio de Janeiro e em São Paulo, alcançando a melhor média das novelas exibidas na época até então. O sucesso da trama fez com que o autor Gilberto Braga – que já havia assinado Escrava Isaura (1976), outro grande sucesso às 18h – fosse convidado para escrever uma novela às 20h. No ano seguinte, Dancin' Days estreou. Em 1990, os autores Ana Maria Moretzsohn, Ricardo Linhares e Maria Carmem Barbosa se inspiraram na peça "Dona Xepa'' e no próprio enredo de Gilberto Braga para escrever o romance Lua Cheia de Amor. Gilberto Braga chegou a participar da elaboração do roteiro da nova versão, em que a feirante Xepa foi substituída pela camelô Genu, interpretado por Marília Pêra.
Dona Xepa foi vendida para cerca de dez países, incluindo Chile, Canadá e Suíça. A novela obteve grande audiência em Portugal e, em janeiro de 1980, recebeu o Grande Prêmio Teleguia de Ouro, concedido pela crítica mexicana. Desde o final dos anos 70, a Globo já exibia reprises no horário da tarde, mas sem um nome específico. Em 5 de maio de 1980, com a estreia da reprise de Dona Xepa - que foi até 14 de novembro de 1980 sendo substituída por A Sucessora -, o horário ganha o título de Vale a Pena Ver de Novo.
Foi a primeira telenovela do horário a ter uma trilha sonora em LP. Nas novelas anteriores eram lançados pequenos compactos, com poucas músicas.

## Exibição
Dona Xepa foi a primeira novela a ser reapresentada com o título de Vale a Pena Ver de Novo, de 5 de maio a 14 de novembro de 1980 às 16h45 (e posteriormente às 13h30). Substituiu À Sombra dos Laranjais e foi substituída por A Sucessora, em 140 capítulos, sendo também a única trama reprisada no Vale a Pena com mais capítulos do que a exibição original.
Também foi reprisada num compacto de uma hora e meia em 28 de janeiro de 1980, como atração do Festival 15 Anos, apresentado por Yara Cortes.

### Exibição internacional
Foi vendida para dez países, entre eles Portugal, Chile, Canadá e México. Dona Xepa foi exibida em Portugal, na RTP1, entre 1978 e 1979, às 20h30, em horário nobre, tendo sido a terceira novela a ser exibida naquele país, da lista das brasileiras. O sucesso da novela entre o público luso foi tanto que Mário Soares, como primeiro-ministro de Portugal, teve de esperar pelo último episódio da telenovela para divulgar medidas financeiras para o país. Depois foi substituída pela novela O Astro de 1977.

### Outras mídias
Em 25 de agosto de 2025, será disponibilizada na íntegra pelo Globoplay, como parte do Projeto Resgate.

## Outras adaptações
Em 1990, a história serviria como ponto de partida para a novela Lua Cheia de Amor, estrelada por Marília Pêra e Francisco Cuoco.
Em 2013, a peça de Pedro Bloch ganhou uma nova adaptação para a TV, pela Record, escrita por Gustavo Reiz, com Ângela Leal na pele da feirante Xepa. A atriz já havia participado da versão da Globo, como a personagem Regina.

## Trilha sonora
- "Pensando Nela" - Dom Beto
- "Opus Dois" - Antônio Carlos e Jocafi
- "Pra Que Vou Recordar o Que Chorei" - Carlos Dafé
- "Feira Livre" - Ataulfo Jr.
- "Dom de Iludir" - Maria Creuza
- "Tema da Vila" - Orquestra Som Livre
- "A xepa" - Ruy Maurity[2]
- "Pela Luz dos Olhos Teus" - Miúcha e Tom Jobim[2]
- "Tudo Menos Amor" - Martinho da Vila
- "Um Caso Meu" - Rosemary
- "Dona Xepa" - Elizeth Cardoso
- "Eu Gosto de Você" - Ricardo Coração de Leão
- "Tema do Assoviador" - Sá & Guarabyra
- "Chorei" - Márcia

Sonoplastia: Guerra Peixe Filho
Direção de produção: Guto Graça Mello
Pesquisa de Repertório: Arnaldo Schneider

### Temas internacionais
- "Try To Feel Good" - Paul Jones
- Quando - Ricardo Coração de Leão "Trilha Sonora em Portugal"

## Prêmios
- Teleguia de Ouro (1980)[2]